# Вацлав Киселевський
Вацлав Киселевський (пол. Wacław Kisielewski; нар. 12 лютого 1943, Варшава — пом. 12 липня 1986, Вишкув) — польський піаніст, один із засновників і учасників інструментального дуету «Марек і Вацек».

## Біографія
Народився 12 лютого 1943 року в окупованій Німеччиною Варшаві. Син польського композитора Стефана Киселевського.
Музичну освіту здобув у Варшавській музичній академії в класі професора Збігнева Джевецького. Під час навчання Вацлав познайомився з Мареком Томашевським. Разом з ним вони заснували фортепіанний дует, який назвали своїми іменами — «Марек і Вацек». Їх дебют відбувся 8 березня 1963 року на польському телебаченні.
У 1966 році він зіграв головну роль у фільмі «Тандем» Станіслава Кокеша.
Після закінчення академії в 1967 році виступав спільно з М. Томашевським на концертах Єви Демарчик, Віолетти Віллас, Анни Герман, а також Марлен Дітріх в ході її гастролей у Польщі.
В подальшому Вацлав Киселевський гастролював разом зі своїм напарником по США, Канаді, виступав у паризькому залі «Олімпія». У 1967 році їх дует отримав премію Гран-прі на вар'єте-фестивалі «Золотий горностай» в Ренні.
Успішним у творчості виявився 1973 рік, коли дует дав безліч концертів по всій Європі, включаючи Скандинавські країни.
З середини 1970-х років, коли Марек Томашевський став постійно проживати у Франції, музиканти зустрічалися то в Парижі, то в Варшаві, де і працювали над програмою своїх виступів.
9 липня 1986 року Вацлав Киселевський потрапив в автомобільну катастрофу у Вишкуві (Остроленське воєводство). Автомобіль Saab, яким керував його знайомий, що перебував у нетверезому стані, рухався по шосе зі швидкістю 120 км/год. На повороті машина перекинулася, внаслідок чого музикант отримав перелом основи черепа, забій головного мозку та інші травми. Важкий стан дозволив його госпіталізувати тільки в найближчу лікарню в м. Вишкув. 12 липня, так і не прийшовши до тями, Вацлав Киселевський помер.
17 липня відбулося відспівування музиканта в церкві Святого Хреста в місті Пясечно, звідти він був доставлений до Варшави, на кладовищі Старі Повонзки.

## Дискографія

### Як«Марек і Вацек»

#### LP
- 1966 — Ballade pour deux pianos Barclay
- 1968
  - Kisielewski-Tomaszewski: Play Favourite Melodies (Pronit)
  - Marek & Vacek: Piano Firework (Polydor)
  - Marek & Vacek: Romanische Figel (Polydor)
  - Marek & Vacek: Träumerei (Polydor)
- 1969
  - Marek & Vacek: Piano Fascination (Polydor)
  - Marek & Vacek: Piano Firework, Vol. 1-2 (Polydor)
- 1970 — Marek & Vacek: Classical and Pop Pianos (Polydor)
- 1971 — Marek & Vacek: Stargala, Vol. 1-2 (Polydor)
- 1972 — Marek & Vacek: Concert Hits (Electrola)
- 1973
  - Marek & Vacek: Concert Hits II (Electrola)
  - Marek & Vacek: Concert Hits, Vol. 1-2 (Electrola)
- 1974 — Marek und Vacek Live: Vol. 1-2 (Electrola)
- 1976 — Marek und Vacek: Spectrum (Electrola)
- 1977 — Marek & Vacek: Wiener Walzer (Electrola)
- 1978 — Marek und Vacek: Das Programm (Polydor)
- 1979
  - Marek und Vacek, Vol. 1-2 (Polydor)
  - Marek & Vacek Live (Wifon)
- 1980 — Marek & Vacek: Mondscheinsonate (Polydor)
- 1981
  - Marek i wacek grają utwory romantyczne (Veriton)
  - Marek und Vacek in Gold (Polydor)
- 1982 — Die Marek und Vacek Story 1962—1982, Vol. 1-2 (Prisma)
- 1984
  - Marek und Vacek '84 (Intercord)
  - Marek i Vacek (Wifon)
  - Marek und Vacek: Welterfolge (Intercord)
  - Marek and Vacek: Again (Pronit)
- 1987 — Marek & Vacek: The Last Concert, Vol. 1-2 (Pronit)

#### CD
- 1994 — Kisielewski — Tomaszewski: Play Favourite Melodies (Muza)
- 2001 — Niepokonani: Marek & Vacek Live (Polskie Radio/Universal Music Polska)
- 2002 — Prząśniczka (Pomaton/EMI)